# Bo Stagman
Zinny Zan, artistnamn för Bo Stagman, född 18 januari 1964 i Stockholm, ibland (från punktiden) benämnd Bosse Belsen, är en svensk rocksångare som varit medlem i grupperna Brilliant Boys, Easy Action, Shotgun Messiah och Zan Clan.
Stagman släppte 2017 en svenskspråkig skiva, Är ni kvar där ute?, nu under sitt riktiga namn.